# Eghlid

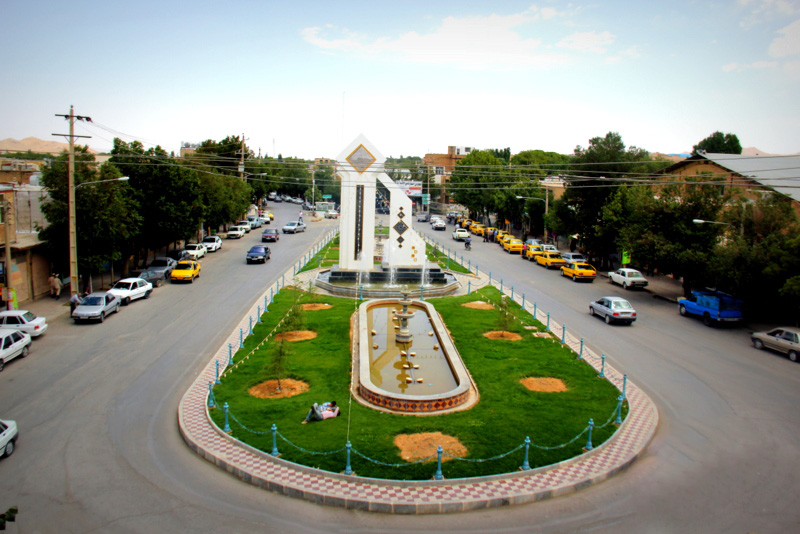
Monument d'Eghlid

Eghlid (en persan : اقلید), est une ville de la province du Fars en Iran, entre Esfahan et Shiraz.
Sa population est estimée à 42 945 habitants en 2006.
Eghlid est située près de la chaîne montagneuse de Zagros et est une des villes les plus élevées d'Iran à une altitude de 2250 m. Elle est aussi située non loin de la ville d'Abarqu (dans le désert) en faisant ainsi une ville frontière entre le désert et les hautes montagnes. Son climat est frais et sec, et certains des sommets entourant la ville sont couverts de neiges perpétuelles.
La ville est principalement agricole et les produits principaux sont le blé, l'orge, la pomme de terre et les fruits tels que pomme, poire et noisette.

## Histoire
Pendant l'Empire Achéménide, le nom de la ville était Azargarta.
Le nom Eghlid vient de « kelid », qui signifie clé en persan. Jusqu'à de récentes années, les gens avaient l'habitude de nommer la ville « Kelil ». L'explication de ce nom tient au fait que la ville était un point de passage obligé pour rentrer dans le Fars, et spécialement à Persépolis. Durant l'antiquité, la route qui la traversait était appelée « route royale ». Les autres chemins permettant d'accéder à Persépolis étaient des routes de montagne difficiles à parcourir.
La légende raconte que Eghlid aurait été construite par trois frères appelés Elias, Aslam, and Orjam. Les trois quartiers de la ville (dans laquelle s'élevaient trois châteaux) portent le nom de ces trois frères : Eliasan, Aslaman, Orjaman.